# Regilio Vrede
Regilio Vrede (Paramaribo, 18 januari 1973) is een Nederlands voetbalcoach en voormalig voetballer. Hij speelde gedurende zijn carrière voor achtereenvolgens RKC Waalwijk, Roda JC, Iraklis Saloniki, FC Groningen en TOP Oss. Met Roda JC won  hij tweemaal de KNVB beker.
Nadat Vrede zijn spelersloopbaan beëindigde bij TOP Oss, werd hij hier teammanager. Dit bleek het begin van een carrière in staffuncties binnen het voetbal.

## Trainer
- 2006-2010: TOP Oss/ FC Oss (teammanager/assistent)
- 2006-2010: AGOVV Apeldoorn (analist)
- 2011: AGOVV Apeldoorn (assistent)
- 2012: RKSV Venlo
- 2012-2016: Roda JC Kerkrade (beloften- en assistent-trainer)
- 2013: Roda JC Kerkrade (ad interim)
- 2015: Roda JC Kerkrade (ad interim)
- 2016- 2 maart 2019 RKC Waalwijk (assistent-trainer)
- 22 maart 2019- 31 december 2019  NAC Breda (assistent-trainer)

## Erelijst
| KNVB beker | 2x | 1996/97, 1999/00 |

1 Wentges ·
2 Van der Sloot ·
4 Waem ·
5 Sylla ·
6 Sürmeli ·
7 Van Mieghem ·
8 Vlak ·
9 Bonis ·
10 Schalk  ·
11 Rottier ·
12 Hämäläinen ·
15 Hokke ·
16 De Bruin ·
17 Mohammad ·
18 Peupion ·
19 Reischl ·
22 Lourens ·
23 Nikiema ·
24 Heesen ·
25 Kilo ·
26 De Ruijter ·
28 Coremans ·
29 Van de Riet ·
30 Brandt ·
31 Geoffery ·
32 Houwaart ·
33 Dijkhuizen ·
34 Does ·
35 Maasland ·
36 Boakye ·
37 Payne ·
45 Tomas ·
Coach: Kalezić
· Assistent-coach: Schwiebbe
· Assistent-coach: Vrede
· Keeperstrainer: Hisso